# Futuristic Dragon
Albums de T. Rex
Bolan's Zip Gun
(1975) Dandy in the Underworld
(1977)
Futuristic Dragon est un album de 1976 du groupe de glam rock T. Rex. La pochette est illustrée par George Underwood, qui a déjà travaillé avec T. Rex pour la pochette de My People Were Fair and Had Sky in Their Hair... But Now They're Content to Wear Stars on Their Brows.

## Titres
Toutes les chansons sont écrites par Marc Bolan.
1. Futuristic Dragon (Introduction) – 1:52
2. Jupiter Liar – 3:40
3. Chrome Sitar – 3:13
4. All Alone – 2:48
5. New York City – 3:55
6. My Little Baby – 3:06
7. Calling All Destroyers – 3:53
8. Theme for a Dragon  – 2:00
9. Sensation Boulevard – 3:48
10. Ride My Wheels – 2:25
11. Dreamy Lady – 2:51
12. Dawn Storm – 3:42
13. Casual Agent – 2:53

Edition de 1994  (Remasterisée par Edsel Records)
1. London Boys - 2:19
2. Laser Love - 3:35
3. Life's an Elevator - 2:24

Dazzling Rainment (1997)
1. Futuristic Dragon (Introduction) - 1:46
2. Chrome Sitar – 3:16
3. All Alone – 2:50
4. New York City – 3:57
5. My Little Baby – 3:51
6. Sensation Boulevard – 3:48
7. Dreamy Lady – 2:50
8. Dawn Storm – 3:31
9. Casual Agent – 2:54
10. London Boys - 2:20
11. Life's an Elevator - 2:25
12. Futuristic Dragon (Introduction) - 1:52
13. All Alone - 3:51
14. Dreamy Lady - 2:31
15. Casual Agent - 4:05
16. Casual Agent - 4:04
17. All Alone  - 2:46
18. Dreamy Lady  - 2:19
19. London Boys  - 1:55
20. Life's an Elevator  - 2:01

## Musiciens
- Marc Bolan : chant, guitare, Synthétiseur moog
- Gloria Jones : chœurs, clavinet
- Dno Dines : claviers
- Steve Currie : basse
- Davy Lutton : batterie
- Jimmy Haskell : instruments à cordes